# Franz Breisig
Franz Breisig (* 19. April 1868 in Elberfeld (heute Stadtteil von Wuppertal); † 12. April 1934 in Berlin) war Ober-Telegrapheningenieur im Reichspostamt und ein Pionier der Fernmeldetechnik.

## Leben
Franz Breisig studierte in Berlin, Heidelberg, München und Bonn Mathematik und Physik. An seinen Studienorten wurde er jeweils aktives Mitglied von katholischen Studentenverbindungen im KV, in Berlin bei der Askania (jetzt Askania-Burgundia), in Heidelberg bei der Palatia, in München bei der Saxonia und in Bonn bei der Arminia. 1892 wurde er wissenschaftlicher Hilfsarbeiter im Telegraphen-Ingenieurbüro des Reichspostamtes in Berlin. Daneben war er Lehrer an der Post- und Telegraphenschule, die für die Ausbildung der Beamten für den Höheren Postdienst gegründet worden war. 1903 erhielt er den Professorentitel als Dozent an dieser Post- und Telegraphenschule.
Bis 1918 hatte Breisig als Obertelegrapheningenieur die Leitung der wissenschaftlichen Arbeiten des Telegraphen-Versuchsamts inne. Danach wurde er als Geheimer Postrat und Vortragender Rat (später Ministerialrat) in das Reichspostministerium berufen. Nach Schließung der Post- und Telegraphenschule bekam Breisig 1924 einen Lehrauftrag  an der Technischen Hochschule Berlin und wurde zum Honorarprofessor ernannt. 1933 ging er in den Ruhestand.
Breisig hat die Fernmeldetechnik maßgebend beeinflusst. 1910 erfand er ein Instrument zur vergleichenden Messung von elektrischen Übertragungssystemen (Stufenabschwächer – Eichleitung). 1921 prägte Breisig den Begriff "Vierpol", ein bestimmtes elektrotechnisches System, das zu den Grundlagen der Elektrotechnik gehört.

## Werke
- Ueber die Einwirkung des Lichtes auf electrische Entladungen in verschiedenen Gasen; 1891
- Theoretische Telegraphie. Mit 216 eingedruckten Abbildungen. Braunschweig, Vieweg und Sohn; 1910
- Über die Bedeutung der Leitung für die Übertragung der Fernsprechströme; Reichsdruckerei Berlin, 1916
- Theoretische Telegraphie. Eine Anwendung der Maxwellschen Elektrodynamik auf Vorgänge in Leitungen und Schaltungen; Vieweg, Braunschweig, 1924

Als Koautor:
- Handwörterbuch des elektrischen Fernmeldewesens; Berlin; Julius Springer, 1929